# レッド・ストーム作戦発動
『レッド・ストーム作戦発動』（れっどすとーむらいじんぐ、原題 Red Storm Rising）は、1986年に発表された、アメリカの作家トム・クランシーとラリー・ボンド (Larry Bond) の共著による、第三次世界大戦を描いた軍事シミュレーション小説（架空戦記）。
東西冷戦下のある日、ソビエト連邦・シベリアの巨大製油所がイスラム教過激派のテロリストに破壊され、ソ連は石油不足による経済危機に直面してしまう。ソ連共産党政治局は議論の末に石油を得るため中東の軍事占領を決定し、北大西洋条約機構（NATO）にそれを妨害させないための陰謀を巡らせる。ソ連は表向き軍縮を宣言して旧式の戦略原潜を廃棄する傍ら、裏で部隊の訓練を推し進めると、KGBを使った偽旗作戦としてクレムリンに対して爆破テロを実行。これを西ドイツによるテロ事件であるとでっち上げると、その報復を口実に西ドイツやアイスランドへ侵攻し、西欧や北欧、大西洋でNATO軍と激突する。
バックファイア超音速爆撃機によるアメリカ海軍空母機動部隊への空対艦ミサイル、原子力潜水艦による巡航ミサイル攻撃、当時まだ存在が公開されていなかったステルス攻撃機による奇襲攻撃、F-15発射のASATによる人工衛星に対する攻撃など、核兵器を除く多様なハイテク兵器による現代戦の様子が緻密に描かれている。
実際の軍事対決のシーンはラリー・ボンドがデザインした海戦シミュレーションゲーム『ハープーン』での綿密なシミュレーション結果に基づいて描かれている。